# Wyspowo
Wyspowo (kaszb. Wëspòwò, niem. Wispau) – kolonia kaszubska w Polsce położona w województwie pomorskim, w powiecie wejherowskim, w gminie Wejherowo. Leży na obszarze leśnym Trójmiejskiego Parku Krajobrazowego nad północnym brzegiem jeziora Wyspowo. 
Osada wchodzi w skład sołectwa Zbychowo.
W latach 1975–1998 miejscowość administracyjnie należała do województwa gdańskiego.

## Historia
Miejscowość pod nazwą Wispno wymieniona jest w łacińskim dokumencie wydanym w Świeciu w 1283 roku sygnowanym przez księcia pomorskiego Mściwoja II.